# Agnat (genealogía)
Agnat (del latín agnatus, agnasci, "nacido al lado de") designa en el derecho romano al miembro de una familia que desciende de los varones del mismo pater familias o es un niño adoptado por él. Se llama también agnatio, en derecho romano a las relaciones de dependencia respecto al padre.
Por extensión, en genealogía, cuando se trabaja en la "línea agnática", significa que se está interesado en el linaje de los hombres de un individuo, es decir, padre, abuelo, en los antepasados, e hijo, nieto, en los descendientes. Por oposición, se encuentra la línea cognática.